# Галацький металургійний комбінат
Галацький металургійний комбінат — найбільше підприємство металургійної промисловості Румунії.
Основні виробництва стали до ладу в 1966—1968.
Комбінат включає агломераційну фабрику, цехи: доменний, сталеплавильний (з конвертерами), прокатний, вогнетривких матеріалів і власну ТЕЦ. Комбінат випускає приблизно 40 % прокату, вироблюваного в Румунії. Сучасне устаткування комбінату дозволяє застосовувати новітню технологію металургійного виробництва. Технічну допомогу в будівництві Галацького металургійного комбінату надавав СРСР; частина устаткування імпортована з Великої Британії і Франції.